# Stadion im. Dawita Kipianiego
Stadion im. Dawita Kipianiego – stadion sportowy w Gurdżaani, w Gruzji. Pojemność obiektu wynosi 3000 widzów. Swoje spotkania rozgrywają na nim piłkarze drużyny Alazani Gurdżaani. Patronem obiektu jest piłkarz i trener piłkarski, Dawit Kipiani.
17 września 1992 roku reprezentacja Gruzji pokonała na tym stadionie w meczu towarzyskim Azerbejdżan 6:3 (było to pierwsze spotkanie reprezentacji Azerbejdżanu w historii).